# Bifenilo
Bifenilo ou fenilbenzeno é o hidrocarboneto aromático em que dois  anéis benzênicos estão ligados por uma ligação simples. 

## Derivados

Os derivados do bifenilo são denominados a partir da ligação entre os fenilos, contando no 1 os carbonos ligados. Um dos anéis recebe os números 1-6, e o outro os números 1'-6'.